# Mole Antonelliana
A Mole Antonelliana (IPA: [ˈmɔːle antonelˈljaːna]) jelentős épület Torinóban, Olaszországban; építészéről, Alessandro Antonelliről nevezték el. A mole az olaszban a monumentális méretű épületek szinonimája.
Az építkezés 1863-ban kezdődött, nem sokkal az olasz egyesítés után, és 1889-ben fejeződött be, az építész halála után. Eredetileg zsinagógának tervezték, ma pedig a (Olasz) Nemzeti Mozi Múzeumnak ad otthont, és úgy vélik, hogy ez a világ legmagasabb múzeuma. Az olasz 2 eurócentes érme előlapján az épület ábrázolása látható. Az átrium alatti földszint mennyezetén katalán boltívek találhatók, amelyek viszonylag ritkák Olaszországban, de népszerűek Spanyolországban, ahonnan származnak.

## Története

### Építése

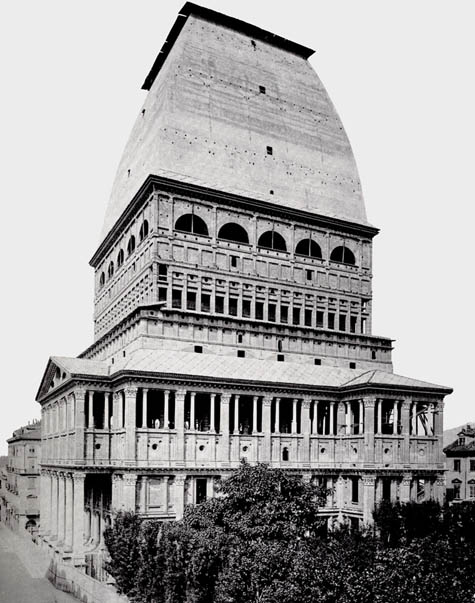
A Mole ideiglenes kupolával, 1875-ben

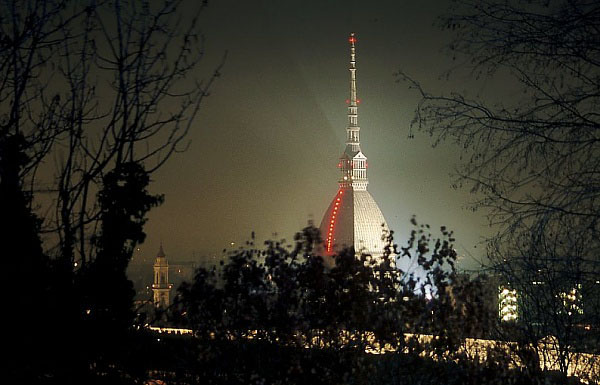
Éjszakát kilátás az épületre

Az épületet zsinagógaként tervezték és építették. A torinói zsidó közösség 1848 óta teljes körű polgári jogokat élvezett, és a zsinagóga építésének megkezdésekor Torino volt az új olasz állam fővárosa, ám ezt a pozíciót csak 1860 és 1864 között töltötte be. A közösség 250 000 lírás költségvetéssel, és azzal a szándékkal, hogy egy fővároshoz méltó épületet kapjon, felvette Alessandro Antonellit. Ő azzal kezdett, hogy hozzáadott egy 121 méteres kupolát és tornyot a tizenhetedik századi San Gaudenzio-bazilikához Novarában hasonlóan, és megígérte, hogy 280 000 líráért megépíti a zsinagógát.
Antonelli és a zsidó közösség kapcsolata azonban nem volt felhőtlen. Egy sor módosítást javasolt, amelyek a végső magasságot 167,5 méterre emelték, 46 méterrel magasabbra, mint az eredeti tervben szereplő kupola volt. Az ilyen változtatások, amellett, hogy a vártnál magasabb költségeket és építési időt igényeltek, nem tetszettek a zsidó közösségnek, és az építkezést 1869-ben, ideiglenes tetővel, leállították.
Az olasz főváros 1864-ben Firenzébe való áthelyezésével a közösség összezsugorodott, de a költségek és Antonelli ambíciói tovább emelkedtek. 1876-ban a zsidó közösség, amely 692 000 lírát költött a még korántsem elkészült épületre, bejelentette, hogy kilép a projektből. A torinóiak, akik látták a zsinagógát az ég felé emelkedni, azt követelték, hogy a város vegye át a projektet, ami meg is történt. A zsidó közösség és Torinó városa között cserét szerveztek egy földterületre, amelyen gyorsan felépült egy szép mór újjászületés zsinagóga.  A Molét II. Viktor Emmanuelnek szentelték. Antonelli folytatta az építkezést, 146 m-esre növelve a magasságot, 153, végül 167.5 méteresre. 1888 októberében bekövetkezett haláláig dolgozott a projekten.
Antonelli eredeti elképzelése a toronyról az volt, hogy a tetejét egy ötágú csillaggal egészítse ki, de később inkább egy szobrot választott, amely egy szárnyas dzsinnt ábrázol, amely a Savoyai-ház egyik szimbóluma. A szobrot Fumagalli szobrásznál rendelték meg, hónapokkal Antonelli halála után. A design egy dombornyomott és aranyozott réz dzsinnt tartalmazott, amely egyik kezében lándzsát, a másikban pálmaágat tartott. A fején egy kis ötágú csillag volt, amelyet rúd támasztott alá. Amikor 1889. április 10-én a csillagot a helyére állították, a Mole teljes magassága 167,5 méteresre nőtt, így Európa akkori legmagasabb téglaépülete volt.
1908-tól 1938-ig a város a Molét használta a Risorgimento Múzeumnak, amelyet akkor a Palazzo Carignanóba helyeztek át.
A Mole Antonelliana a világ legmagasabb vasalatlan téglaépülete (acél gerendaváz nélkül épült).

### Javítások
1904. augusztus 11-én  egy heves vihar miatt a szárnyas dzsinn összeomlott, de szerencsére az építmény egyik teraszán lógott. A rekonstrukciót követően egy 4 méter átmérőjű, rézből készült ötágú csillagra cserélték. Az Ernesto Ghiotti által készített dizájn hasonló volt a dzsinn fején látható eredetihez, és 1953-ra esett: később egy kisebb, háromdimenziós, 12 ágú csillagra cserélték.
A második világháború alatt az épület nagyrészt megúszta az 1942. december 6-i bombázásokat, amelyek számos katonai célpontot értek a közeli Via Verdin, és elpusztították a szomszédos Teatro di Torinót is.
1953. május 23-án egy heves felhőszakadás tornádó kíséretében elpusztította a legfelső 47 méteres csúcs, amelyet 1961-ben kővel borított fémszerkezetté építettek át. Guido Chiarelli végezte el a csúcs megvilágításának projektjét a rekonstrukciós munkálatok végén.

### Jelenleg

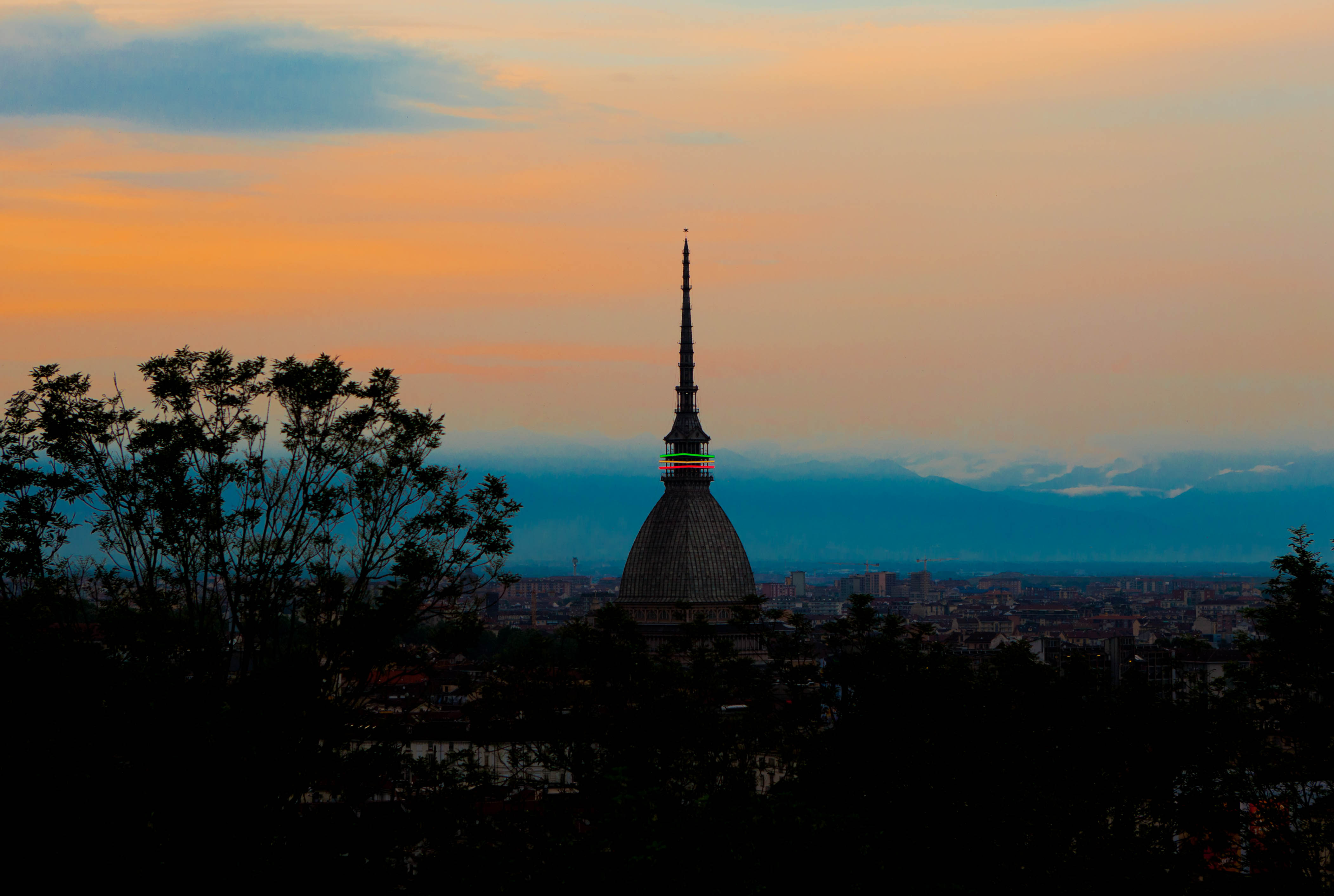
A Mole Antonelliana 2011-ben, kilátás a Monte dei Cappuccini felől

2000 óta az épületben működik a Museo Nazionale del Cinema (Nemzeti Mozi Múzeum).
Az épület az olasz labdarúgás egyik legrégebbi derbijének, a Derby della Molénak a nevét is adta, amelyen a Torino FC és a Juventus FC torinói futballklubok szerepelnek.
A négyarcú kupola egyik oldalán az első Fibonacci-számok piros neonfényekkel vannak felírva: Mario Merz Il volo dei Numeri (A számok repülése) című művészi munkájának részei.
2017 decemberében a Molét több mint 6000 LED-lámpával világították meg, ami példátlan esemény az Aem Torino, Iren, a város áramellátásával foglalkozó cég megalakulásának 110. évfordulója alkalmából. 

## A populáris kultúrában
Friedrich Nietzsche nagyon megcsodálta az épületet, Zarathustra figurájával társítva, és ezt írta: „Korábban elsétáltam a Mole Antonelliana mellett, amely talán a valaha épített legragyogóbb építészeti alkotás – furcsa módon nincs neve –, egy ötlet eredményeként – semmire sem emlékeztet annyira, mint az én Zarathustrámra. Ecce homónak kereszteltem el, és ennek szellemében hatalmas szabad teret helyeztem köré." 
A Mole szerepelt a The Amazing Race 20 című amerikai reality versenyshow negyedik szakaszában.
A Mole a kétcentes olasz euróérmék hátoldalán látható, és a 2006-os téli olimpia, valamint a 2005-ös boccsa-világbajnokság és a 2006-os vívó-világbajnokság hivatalos emblémájának ihletője volt.
Az épületet (beleértve a belső teret a moziúzeummal) széles körben használták a 2004-es olasz Dopo Mezzanotte (Éjfél után) című filmben.

## Képtár

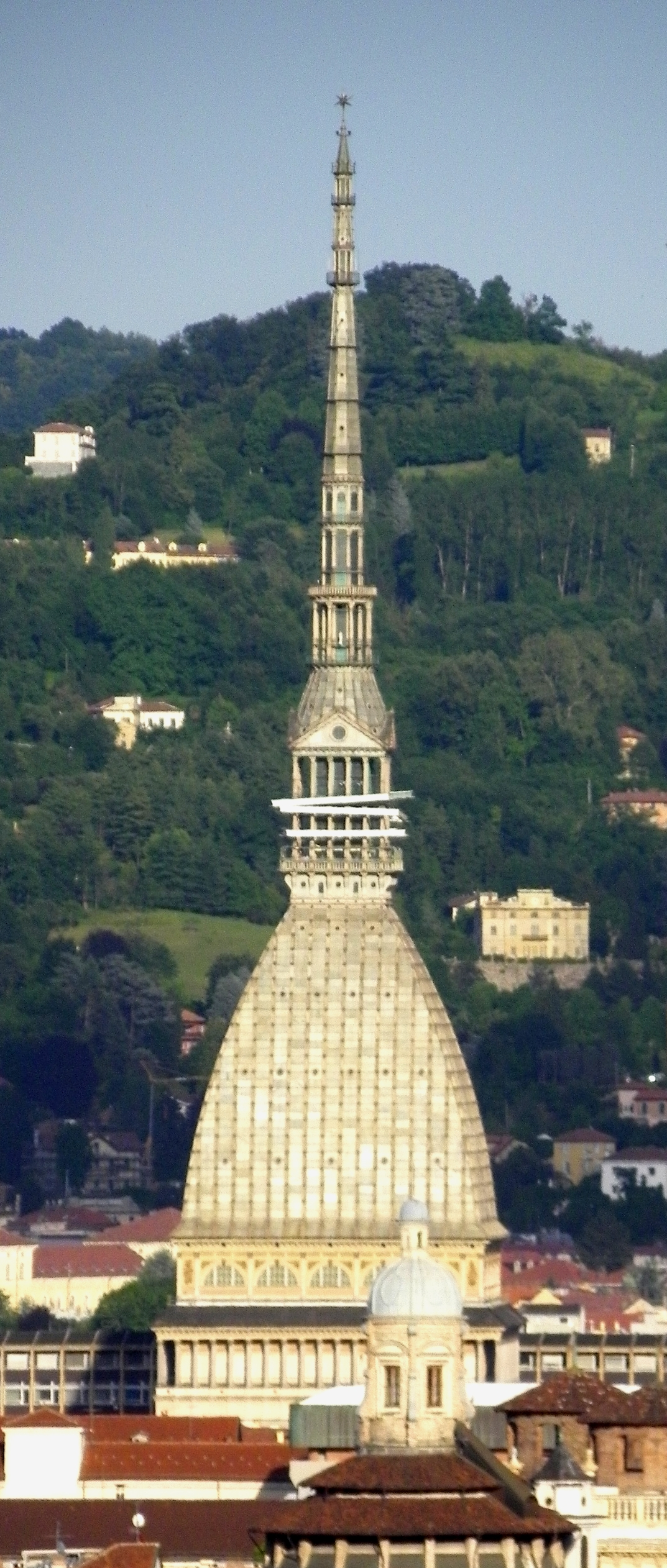
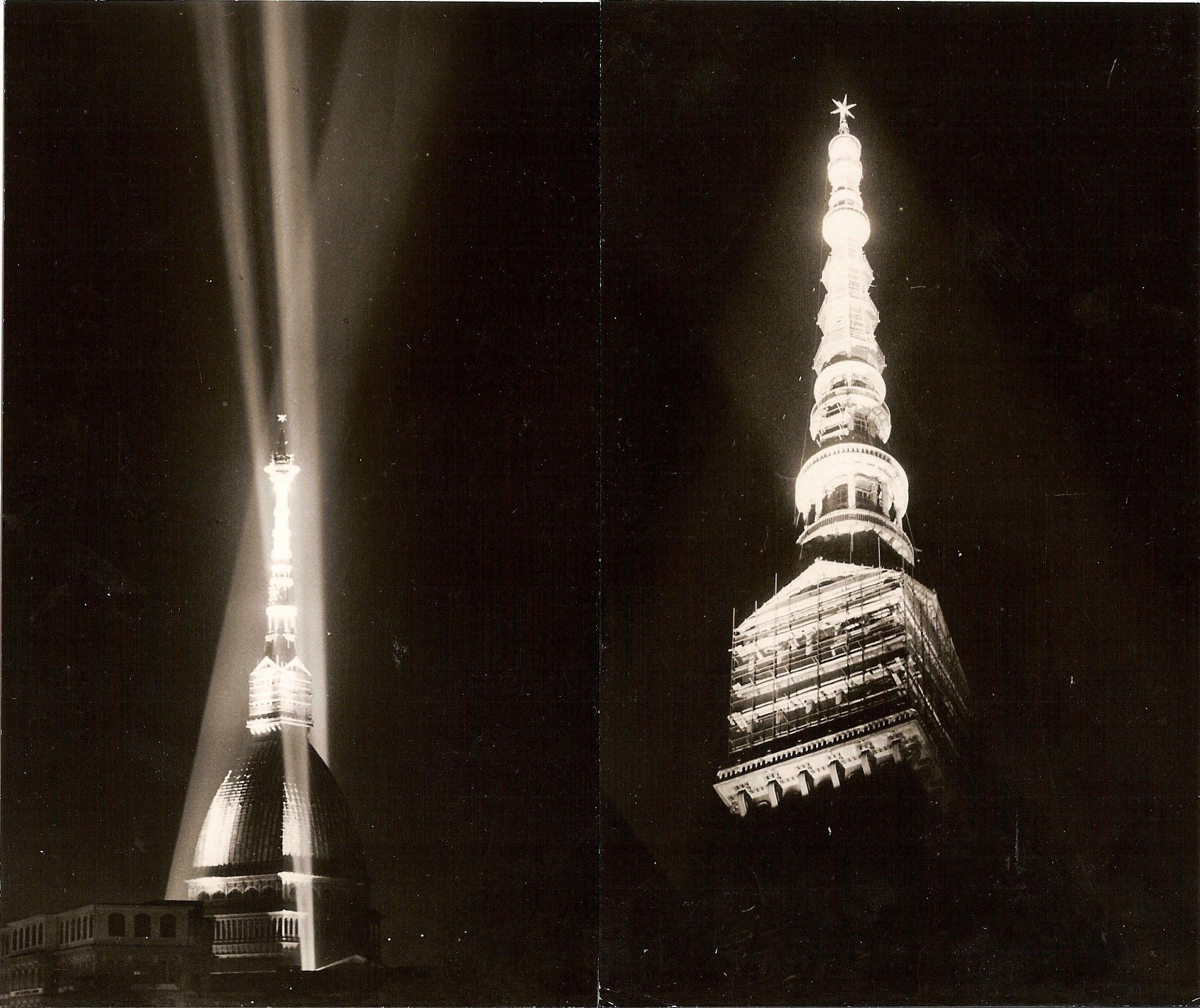
Az 1961-es kivilágítás terve, a Risorgimento centenáriumára
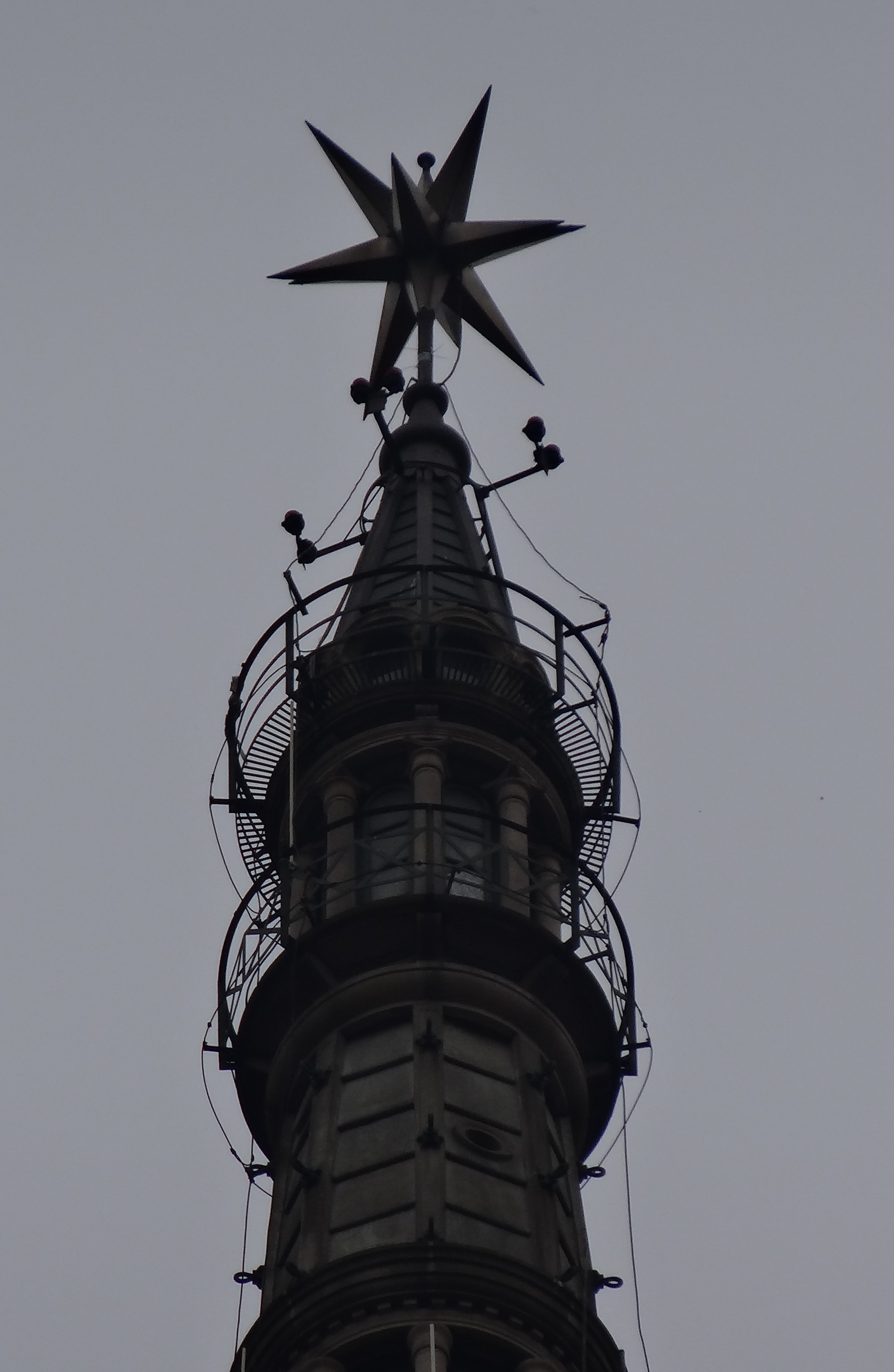
Az egység csillaga
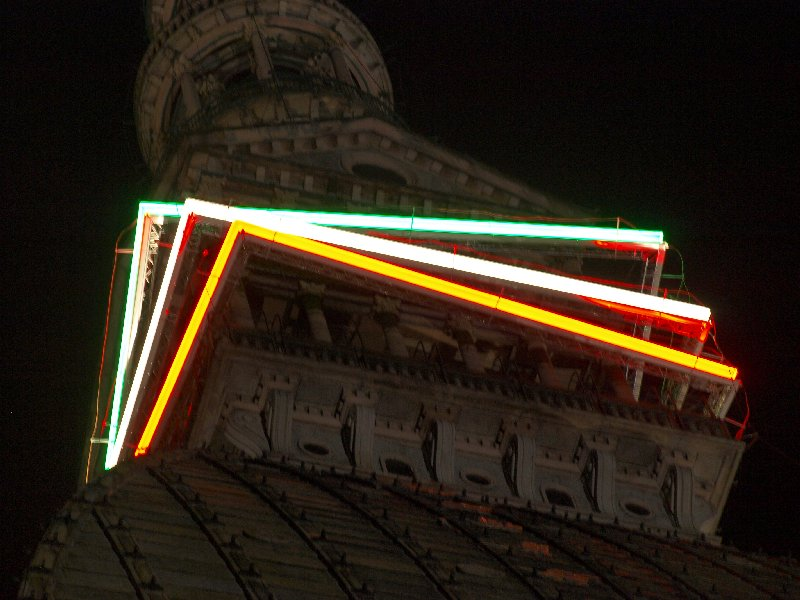
Dekoráció a Risorgimento 150. évfordulójára, 2011

## Fordítás
- Ez a szócikk részben vagy egészben  a   Mole Antonelliana című német Wikipédia-szócikk ezen változatának fordításán alapul.  Az eredeti cikk szerkesztőit annak laptörténete sorolja fel. Ez a jelzés csupán a megfogalmazás eredetét és a szerzői jogokat jelzi, nem szolgál a cikkben szereplő információk forrásmegjelöléseként.